# 早慨
早慨，又作早概，公元6世纪南北朝时期云龙（今云南云龙县一带）阿昌族首领。
他是猛猎之外孙。布朗族酋长底弄袭杀了猛腊，占有其地。猛腊之女奴六逃脱，与早姓青年结合，生下早慨。奴六为底弄所杀害。幼婴早慨在小姑抚养下长大成人，武艺超群，袭击底弄家族，然后与底弄决战，大获全胜，成为云龙地区各部首领。从他开始制定了“铁印券”，规定“无券不得擅立”，又规定“酋长以长子继”，把部落首领选举制改变为世袭制。早慨传十余代至早疆，接受大理国段氏管辖。这时在外来客商的带动下，开始种田，人口繁滋。